# The Offspring
Pour le film The Offspring (1987) de Jeff Burr, voir Nuits sanglantes.
The Offspring, ou simplement Offspring, est un groupe de punk rock américain, originaire du Comté d'Orange, en Californie. Constitué en 1984, le groupe est actuellement formé de Bryan "Dexter" Holland au chant et à la guitare rythmique, Todd Morse à la basse et Kevin "Noodles" Wasserman à la guitare solo.
Le groupe connaît la notoriété internationale avec la sortie de ses singles Come Out and Play, Self Esteem et Gotta Get Away, de l’album Smash en 1994. Cet album se vendra à plus de onze millions d'exemplaires dans le monde. Ce succès international s'est produit dans un contexte post-Nirvana où le punk rock bénéficie d'un regain de popularité. D'autres formations punk de la même époque telles que Green Day, Rancid et NOFX participent à ce phénomène. Débutant sur la scène locale californienne, ces groupes voient leur musique se propager rapidement à l’échelle nationale américaine, puis au monde entier grâce au soutien des radios, des télévisions musicales, de la presse ainsi que d'une industrie musicale puissante et mondialisée,,,.
Après la réussite de Smash, Offspring effectue des tournées mondiales et enregistre de nombreuses chansons, dont plusieurs deviendront des tubes tels que Pretty Fly (for a White Guy), Why Don't You Get a Job?, The Kids Aren't Alright, Original Prankster, Hammerhead et You're Gonna Go Far, Kid, répartis sur les vingt années qui suivent leurs premiers succès internationaux. Toujours actif sur scène et en studio, The Offspring entame une nouvelle tournée mondiale en 2015 pour une durée de plus d'un an. Début 2021 sort leur dixième album, Let the Bad Times Roll promu en 2022 et 2023 par une nouvelle tournée mondiale.
Après plus de trente ans de carrière, le groupe a vendu plus de 40 millions d’exemplaires de leurs dix albums studio, a obtenu de nombreuses récompenses artistiques et s'est produit dans plus d'un millier de concerts à travers le monde entier,.

## Biographie

### Débuts (1984-1987)

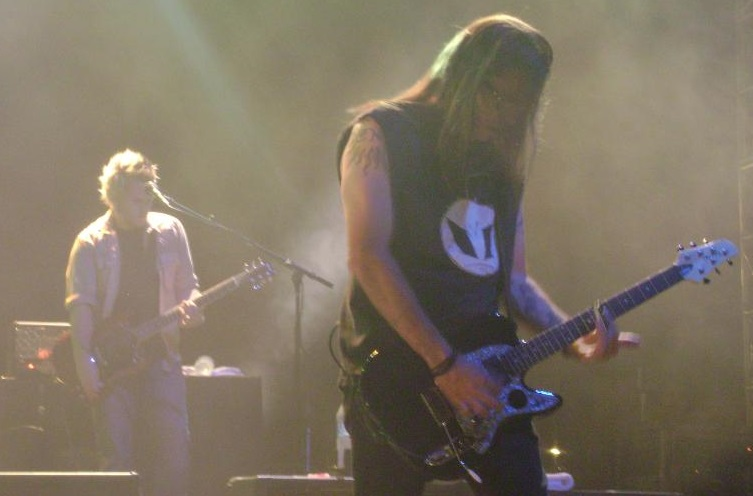
Noodles en concert à Charlotte en 2008.

Le groupe se forme en 1984 à l'initiative de Dexter Holland et de Greg K sous le nom de Manic Subsidal. Doug Thompson (chant) et Jim Benton (batterie) les rejoignent initialement, mais quittent rapidement le groupe. Noodles prend alors la guitare et James Lilja la batterie, avec Dexter Holland au chant, guitare
. 
Inspirés par des groupes punks locaux comme T.S.O.L, Agent Orange, The Adolescents et Social Distortion, ils développent progressivement leur propre style, malgré leurs connaissances musicales limitées au départ.

« On aimait le punk rock et on voulait faire partie d'un groupe. Alors, on est sortis acheter des instruments de musique et on les a répartis entre nous. On ne savait pas vraiment jouer, donc cela nous a pris du temps. On apprenait en jouant des covers tous les week-ends,. »

— Greg K
En 1986, le groupe s'appelle désormais "The Offspring", traduisible en français par « la progéniture, la descendance ». Ils choisissent ce nom pour sa sonorité, et sans autre raison apparente. Cette même année, ils publient leur premier single avec les titres I'll Be Waiting en face A et Blackball en face B. Pressé à 1 000 exemplaires en disque vinyle, ce single est publié en auto-production sous un label qu'ils s'amusent à nommer "Black Label" en référence à la bière homonyme.
Peu après cette sortie, le batteur James Lilja quitte le groupe pour se consacrer à ses études de médecine. C'est alors que Ron Welty, âgé de 16 ans à l'époque, prend la relève avec beaucoup de motivation malgré son manque d'expérience,,,.

« J'étais tellement jeune et je ne savais à peine jouer. Bryan [Dexter Holland] m'écrivait des noms pour les différentes rythmiques et les écrivait sur des bouts de papiers pour chaque chanson. Je les ai apprises comme cela,. »

— Ron Welty

### The OffspringetIgnition(1988-1993)

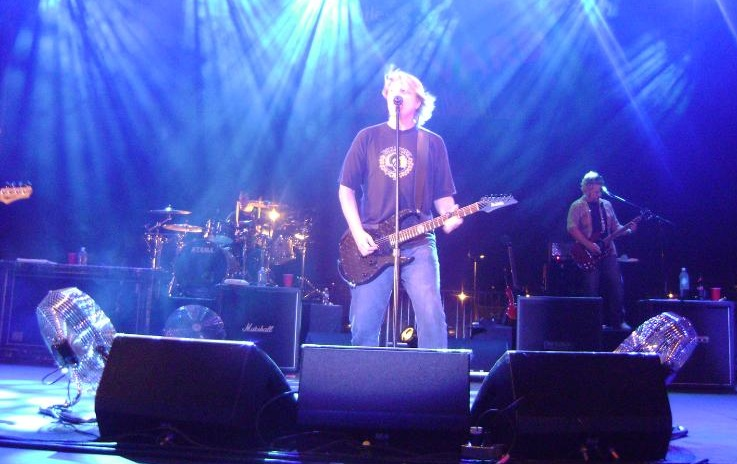
The Offspring en concert à Charlotte en 2008.

En 1988, après l'enregistrement de leur première démo, Offspring signe avec un petit label nommé Nemesis Records. Puis, en mars 1989, ils font équipe avec l'ingénieur du son et producteur artistique Thom Wilson, reconnu dans le milieu musical pour ses enregistrements avec, entre autres, les Dead Kennedys, Social Distortion et The Vandals.
Ensemble, ils enregistrent leur premier album intitulé sobrement The Offspring, qui se vendra à plus de 5 000 exemplaires. Le thème récurrent de l'album est la guerre, à laquelle plusieurs chansons font référence (Jennifer Lost the War, Out On Patrol, Tehran, Kill the President). L'album sort en nombre limité seulement en vinyle et ne sort en CD qu'en 1995.
Il s'ensuit une tournée de six semaines, qui est interrompue lorsque Noodles est blessé après s'être fait poignarder durant leur concert anti-nucléaire à Hollywood. Après ce choc, en 1991, ils enregistrent leur premier EP intitulé Baghdad toujours sous la direction artistique de Wilson. Cet EP et les démos du prochain album impressionnent le guitariste de Bad Religion et propriétaire du label Epitaph Records, Brett Gurewitz. Celui-ci décide alors de leur proposer un contrat avec son label,.

« Ils avaient clairement le son que l'on attribuait au label Epitaph. Des chansons aux structures simples avec beaucoup d'énergie, de punk rock rebelle et des bonnes mélodies ,. »

— Brett Gurewitz
En 1992, Wilson et Offspring retournent donc en studio pour enregistrer leur deuxième album intitulé Ignition, qui sort en octobre de la même année. Les ventes de l'album dépassent les attentes du label et du groupe, atteignant environ 15 000 exemplaires, ce qui nécessitera un repressage de 3 000 exemplaires pour répondre à la demande. Ce succès est attribué à des chansons comme Session ou Dirty Magic. Ce modeste succès leur permet de participer à une tournée en Europe avec NOFX. Ignition est disque d'or aux États-Unis, en Australie et au Canada.

### Smash(1994-1996)
Lorsque le groupe retourne en studio en janvier 1994 pour enregistrer leur troisième album,, les relations du groupe avec Thom Wilson commencent à se tendre. Trois mois plus tard, The Offspring sort ce qui deviendra leur album le plus vendu, intitulé Smash.

« Je leur disais que ce disque serait un record de ventes pour Epitaph. Ils me prenaient pour un fou quand je prédisais que ce disque se vendrait à au moins 150 000 exemplaires »

— Thom Wilson, Helping Make Offspring a Smash
L’album a d’abord été publié sans attirer l'attention du grand public, jusqu’à ce que son premier single Come Out and Play soit diffusé par la station de radio de Los Angeles KROQ-FM. Cette radiodiffusion aida à rehausser le profil du groupe et permit au single d'atteindre la première place des classements rock du Billboard pendant deux semaines à l’été 1994,.
Ce succès a non seulement propulsé l'album Smash à la quatrième place du Billboard 200, recevant aussi la certification simultanée or et platine quatre mois après sa sortie, mais il a également contribué à ramener l'attention du grand public pour le punk rock et est souvent considéré comme un album révolutionnaire pour le genre pop punk,,,.
Les deux singles suivants de l’album, Self Esteem et Gotta Get Away , ont également eu un succès similaire à Come Out and Play, à la fois en termes de classement et de diffusion radio. Smash a continué à bien se vendre dans les années qui ont suivi sa sortie, établissant un record de tous les temps pour un groupe de label indépendant. Plus de 20 millions de disques ont été vendus à  travers le monde. Aux États-Unis, il est certifié six fois disque de platine, avec plus de six millions d’exemplaires vendus .
The Offspring a fait de nombreuses tournées en 1994 et 1995 en support à l'album Smash. En plus de faire la première partie de groupes comme Pennywise, Bad Religion et SNFU, le groupe avait déjà atteint la tête d’affiche à l’été 1994, quand ils ont fait une tournée en Amérique du Nord avec Guttermouth et Big Drill Car et en Europe avec Desaster Area, puis à l'automne, The Offspring a fait une tournée aux États-Unis avec Rancid.
Les tournées pour Smash se sont poursuivies tout au long de la première moitié de 1995, jouant leurs premiers concerts au Japon et en Australie (y compris des apparitions à Big Day Out), et en tête d’affiche de dates de tournée avec des groupes comme Weezer, Quicksand, No Use for a Name, The Vandals et Lunachicks. À la fin de la tournée de soutien de l’album, The Offspring avait commencé à jouer dans de plus grandes salles telles que des théâtres et des arènes, par opposition aux clubs et aux petites salles auxquels ils étaient auparavant habitués.
En 1995, après Smash, et maintenant forts d'une renommée internationale, Dexter et Greg K décident de racheter les droits de leur premier album et de créer leur propre label, Nitro Records, avec lequel ils commencent à signer des groupes. L’une de leurs premières sorties est une réédition du premier album du groupe, The Offspring, sorti en 1989. Le label a également signé un certain nombre de groupes punk dont the Vandals, Guttermouth, Jughead’s Revenge et AFI. Quelque temps plus tard, Greg K cède ses droits à Dexter, laissant l'entière responsabilité du label à ce dernier.

### Ixnay on the Hombre,Americana, etConspiracy of One(1996-2002)

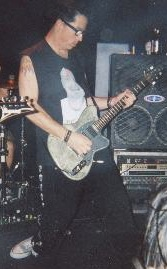
Noodles en 1998.

Ils commencent à écrire et enregistrer leur nouvel album Ixnay on the Hombre en 1996. L'album sort finalement le 4 février 1997, 34e anniversaire de Noodles. Bien qu'il n'obtienne pas le même succès que Smash, l'album se vend malgré tout à près de quatre millions de copies. The Offspring quitte Epitaph Records et rejoint Columbia Records.
The Offspring se sépare des thèmes politique-punk et choisit des thèmes de chansons plus classiques et « commerciaux », avec des titres comme All I Want, Gone Away ou I Choose. Par la même occasion, Dexter s'essaye à la réalisation en mettant en scène le clip du groupe pour I Choose.

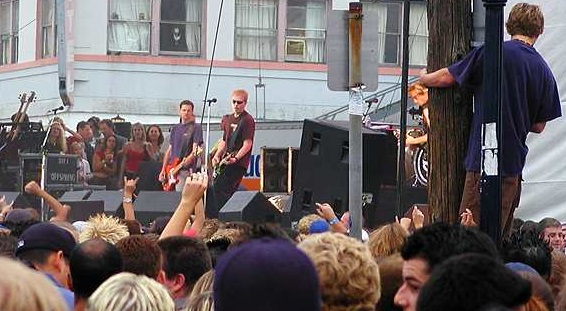
The Offspring en concert le 9 septembre 2001.

En 1998, The Offspring enregistre et publie l'album Americana, leur deuxième plus grand succès après Smash. Trois des singles de l'album, Pretty Fly (for a White Guy), Why Don't You Get a Job?, et The Kids Aren't Alright seront les plus grands tubes du groupe, et font de The Offspring l'un des groupes de rock les plus populaires de l'époque.
The Offspring entre dans le top 40 avec Pretty Fly (for a White Guy). En 1999, ils font une apparition dans la comédie horrifique La Main qui tue. Ils font une reprise de la chanson I Wanna Be Sedated des Ramones et Beheaded au bal du lycée avant que le personnage joué par Dexter ne se fasse tuer. De plus, The Offspring se produit à Woodstock en 1999, leur concert étant diffusé à la télévision.
En 2000, la formation sort son sixième album, Conspiracy of One. Ils essayent alors de diffuser leur album via leur site internet en faveur du téléchargement de la musique sur Internet. Malgré tout, après des poursuites de Columbia Records, ils ne peuvent diffuser qu'un seul single. Ils vendent des tee-shirts avec le logo du site de téléchargement illégal Napster et font des dons à son créateur Shawn Fanning avec les profits réalisés. En 2001, The Offspring enregistre un nouveau single, Defy You, qui apparaît dans la musique du film Orange County.

### Départ de Ron Welty etSplinter(2003-2005)

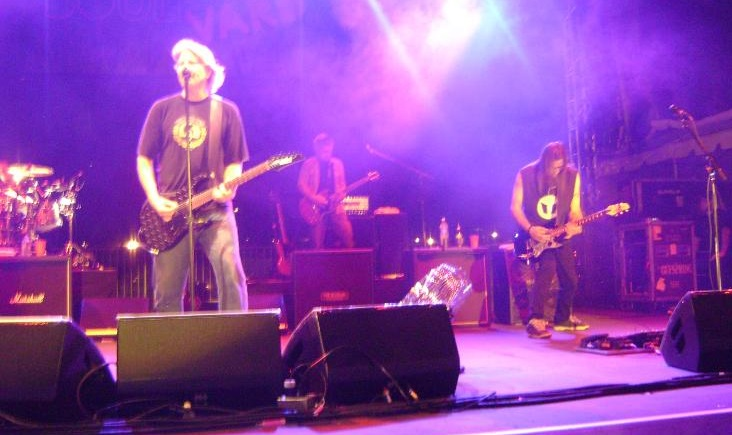
The Offspring en concert le 20 septembre 2008.

En 2003, The Offspring publie son septième album, Splinter, mais a connu un changement majeur lors de son enregistrement : Ron Welty, le batteur depuis une quinzaine d'années, quitte le groupe pour former son propre projet, Steady Ground. Pour achever l'enregistrement de l'album, The Offspring recrute alors Josh Freese, connu pour avoir joué avec A Perfect Circle, Nine Inch Nails et The Vandals et engage finalement Atom Willard en tant que nouveau batteur officiel.
Au milieu de l'enregistrement de Splinter, le premier avril 2003, Dexter annonce que le prochain titre de l'album serait Chinese Democrazy (You Snooze, You Lose). Dexter déclare alors : « Axl [Rose] a piqué mon idée des long dread alors je lui pique son titre d'album », qui fait référence à la tournée Smash en 1994-1995.
Les membres du groupe trouvent l'idée amusante, étant donné que l'album Chinese Democracy des Guns N'Roses est alors en phase d'enregistrement depuis huit ans et que ses coûts de production font partie des plus élevés de l'histoire de l'industrie du disque. Ce titre n'est pas du goût de Axl Rose qui engage un cease and desist contre le groupe. Dexter et le groupe décident alors de calmer le jeu et de renoncer au titre. Bien que le groupe ait légalement le droit d'utiliser ce titre pour l'album, ils finissent par appeler l'album Splinter. Dexter explique plus tard que cela n'était qu'une plaisanterie, et que Splinter collait mieux à l'album. Leur premier single, Hit That connait un succès modéré, utilisant différents sons électroniques, totalement différents du son habituel de The Offspring.
En 2005, après sept albums et plus de 32 millions d'exemplaires vendus, ils sortent leur premier best of comprenant les succès des albums entre Smash et Splinter avec une nouvelle chanson : Can't Repeat. Les succès inclus dans l'album sont : Come Out and Play, Self Esteem, Gotta Get Away, All I Want, Gone Away, Pretty Fly (for a White Guy), Why Don't You Get a Job?, The Kids Aren't Alright, Original Prankster, Want You Bad, Hit That et (Can't Get My) Head Around You. Il comprend aussi Next to You, qui est un morceau caché écrit par Sting et originellement interprété par The Police, et Defy You, extrait de la musique du film Orange County que The Offspring a écrit en 2001.
Durant l'été 2005, The Offspring participe pour la première fois au Vans Warped Tour, et enchaîne avec une tournée mondiale en Europe et au Japon. Ils se mettent ensuite en pause pour quelque temps. Pendant cette période, Atom Willard est recruté par Tom Delonge (Blink-182) pour son nouveau groupe Angels and Airwaves.

### Rise and Fall, Rage and Grace(2006-2009)

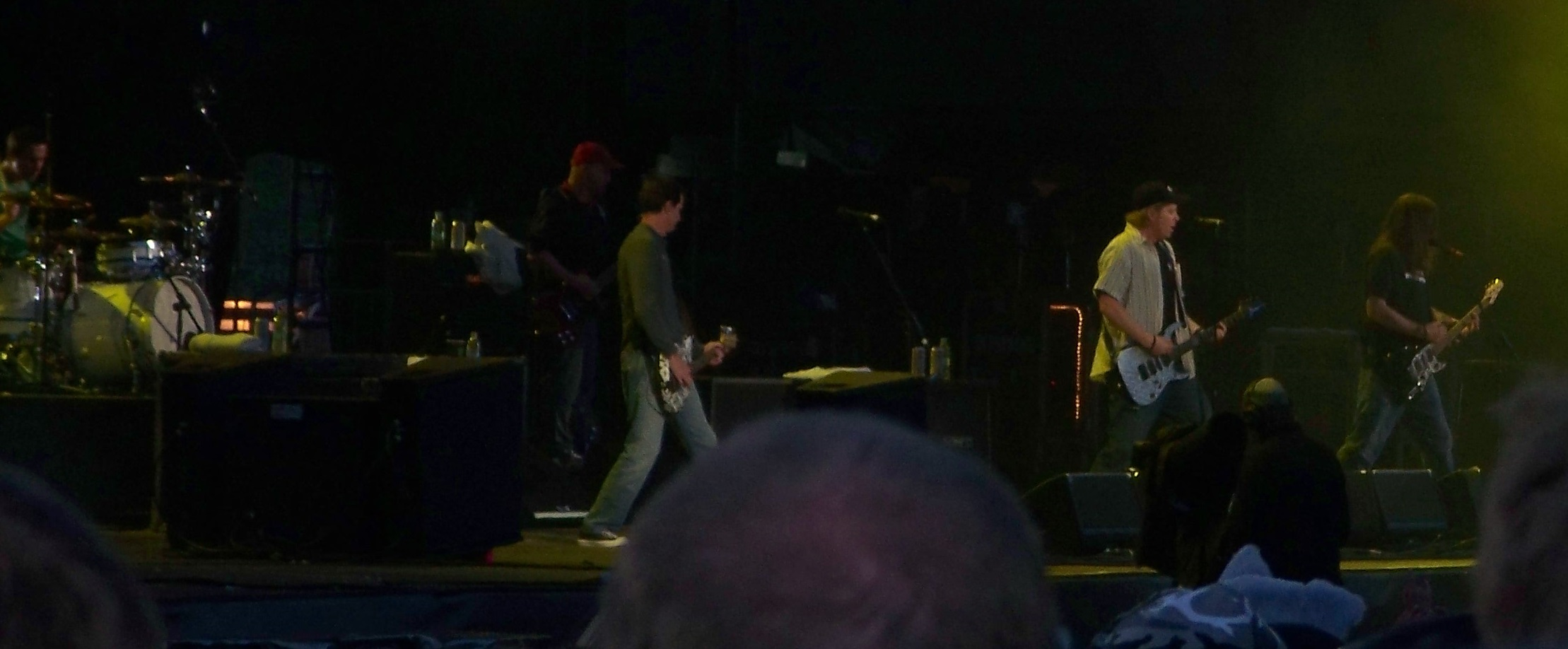
The Offspring en concert au Download Festival 2008.

En novembre 2006, les membres du groupe retournent en studio pour enregistrer leur huitième album avec le producteur Bob Rock. En juin 2007, Dexter annonce que le groupe a terminé deux autres chansons et l'album est finalisé à Orange County, en Californie. L'album, au complet, peut être écouté en ligne sur iMeem.com gratuitement.
Le 27 juillet 2007, le groupe annonce l'arrivée de Pete Parada, ancien batteur de Face to Face et Saves the Day, en remplacement d'Atom Willard. Le premier concert de The Offspring avec Parada se déroule à l'occasion du festival Summer Sonic au Japon au mois d'août de la même année. Cependant, pour l'album, c'est encore Josh Freese qui enregistre les parties de batteries, comme il l'avait fait sur l'album Splinter.
The Offspring participe au Soundwave Festival australien en février et mars 2008, aux côtés de Incubus et Killswitch Engage. Le 9 avril 2008, Dexter annonce que le nouvel album va s'appeler Rise and Fall, Rage and Grace et qu'il va sortir le 17 juin. En outre, le site officiel de The Offspring fournit un téléchargement de la chanson le 5 mai. Le premier single de l'album est Hammerhead, qui sort à la radio le 6 mai 2008. Le second single You're Gonna Go Far, Kid est encore un autre tube pour le groupe, restant près de onze semaines au sommet du classement Alternative Songs américains, et le troisième single est Kristy, Are You Doing Okay?, qui sort en décembre 2008 en tant que single.
Deux chansons de The Offspring provenant du même album peuvent être entendues dans la série télévisée 90210 Beverly Hills : Nouvelle Génération. La chanson You're Gonna Go Far, Kid est jouée dans l'épisode pilote We're Not in Kansas Anymore (Bienvenue à Beverly Hills en français) et la chanson Kristy, Are You Doing Okay? est jouée dans l'épisode Zero Tolerance (« Tolérance zéro » en français).
Au même moment, Epitaph Records annonce une réédition des albums Ignition et Smash ; entièrement re-masterisés, Smash contenant un nouveau livret de 24 pages. Les rééditions sortent le même jour que l'album Rise and Fall, Rage and Grace. La tournée promotionnelle de l'album commence le 16 mai avec un concert au festival X-Fest en Californie.
Le 28 mai, une tournée américaine, avec un nouveau bassiste, Scott Shiflett (Face to Face), qui remplace Greg K, parti momentanément en raison d'une naissance dans sa famille. Greg revient à la mi-juin pour le reste de la tournée.
The Offspring part en tournée en Amérique du Nord pour leur tournée Shit is Fucked Up de mai à juillet avec Dropkick Murphys, Alkaline Trio, Street Dogs, Pennywise, Shiny Toy Guns, Sum 41 et Frank Turner,.

### Happy HouretDays Go By(2009-2012)
Après une pause, The Offspring retourne en studio en janvier 2010 pour l'enregistrement d'un nouvel album. Dexter, Noodles et Bob Rock travaillent sur différentes démos à Hawaï. Le nouveau batteur Pete Parada participe à l'enregistrement du nouvel album. Lors d'une interview, Noodles déclare qu'il écoutait d'anciennes démos datant de Splinter ou même de Conspiracy of One pour les considérer avec une nouvelle approche.
Le 18 juin 2010, à Las Vegas, le groupe joue pour la première fois You Will Find a Way, une chanson qui figure sur le prochain album. En parallèle à la sortie de cet album, Sony annonce la sortie d'une compilation réunissant un contenu inédit (reprises, chansons en live...) le 4 août 2010 au Japon et qui s'intitule Happy Hour,,. Le groupe annonce sur son twitter fin décembre que le nouvel album sortirait courant 2011, annonce confirmée dans un Podcast de Bonne Année du groupe sur son site officiel.
Le groupe donne des nouvelles de l'album dans un podcast, Dexter Holland et Noodles le qualifient comme étant le meilleur album qu'ils aient jamais fait. Quant à la date de sortie, elle reste inconnue mais le groupe laisse entendre qu'il pourrait sortir pendant la tournée estivale,. Le 24 mars 2012, Dexter Holland annonce sur la page Twitter du groupe que l'album est terminé.
Après le drame du Pukkelpop de 2011, le groupe offre une place de concert gratuite pour leur concert prévu au Zénith de Paris à toute personne détentrice d'un bracelet ou d'un ticket du festival.
Le 23 avril 2012, le groupe annonce, via son site officiel, que le nouvel album du groupe se nommera Days Go By (sortie confirmée pour le 26 juin). Le premier single éponyme est disponible sur le net dès le 27 avril 2012. Les musiciens ont aussi mis en écoute gratuite un de leurs nouveaux singles intitulé Cruising California (Bumpin' in My Trunk) et depuis le 24 mai, ils ont mis en place un système de puzzle afin de découvrir la pochette de leur nouvel album : des pièces sont envoyées sur le forum officiel du groupe, et les fans doivent le reconstituer.

### Une longue pause discographique et le départ de Greg K (2013-2020)
Après la tournée de l'album Days Go By, le groupe rentre en studio en juillet 2013 pour enregistrer son 10e album. Le 1er single du futur album Coming for You sort le 30 janvier 2015, le clip sort quant à lui le 18 mars.
Entre 2013 et 2019, le groupe est très actif sur scène et donne plus de 120 concerts par année, à l'exception de 2015 où il n'en donne que 73.
Le 20 juillet 2016, une nouvelle chanson des Offspring, Sharknado, est publiée, et intègre la bande-son du film Sharknado: The 4th Awakens,,.
Le 23 février 2019, Noodles annonce que l'enregistrement du dixième album studio du groupe est terminé.
En août 2019, Kriesel entame une poursuite judiciaire contre Dexter Holland et Noodles à la suite de son expulsion du groupe en novembre 2018. Les causes de son expulsion ne sont pas connues.
En 2020, le groupe publie des reprises de la chanson Here Kitty Kitty du groupe country The Clinton Johnson Band et du succès de Noël Christmas (Baby Please Come Home) de Darlene Love.

### Dixième album:Let the Bad Times Rollet départ de Pete Parada (2021-présent)
Près d'une décennie après Days Go By, le groupe annonce la sortie de leur dixième album, Let the Bad Times Roll, pour le 16 avril 2021. L'enregistrement est réalisé sous la direction artistique de Bob Rock, connu pour ses réalisations avec Metallica notamment. L'album est aussi le premier enregistrement avec la maison de disques Concord Records, après une longue collaboration avec Columbia Records.
Le magazine américain Rolling Stone juge l'album époustouflant, et le place au même niveau que Smash et Ixnay on the Hombre, qualifiés par la même occasion de "joyaux des années 90". Le magazine salue la dimension très mélodique de l'album, ce que Dexter confirme comme étant un choix délibéré de leur part.
Les chansons traitent de différents sujets sociaux aux États-Unis (crise des opioïdes, inégalités sociales) et d'un certain désabusement par rapport à la politique en général,.
Le 2 août 2021, le batteur Pete Parada annonce quitter le groupe pour avoir refusé de se faire vacciner contre la COVID-19 en raison d'autres problèmes de santé,. Il détaille sur Twitter que cette vaccination s'était progressivement imposée comme une norme de l'industrie musicale pour travailler en studio et en tournée. Ne pouvant s'y plier, il a été contraint de partir. Dans une interview publiée en novembre 2021, Dexter et Noodles précisent qu'ils n'ont jamais "viré" Pete Parada. Ils font savoir qu'ils ont évalué la situation d'emmener un membre non vacciné en tournée. Ils ont conclu que trop d'obstacles se présentaient à eux pour garantir la tournée en termes de logistique et de sécurité. Ils déclarent que la décision avait été prise « pour le moment ».
Le 10 mars 2023, Dexter annonce avec un post sur Twitter que le groupe repart en studio pour enregistrer leur 11e album studio qui "devrait sortir plus tard cette année ou en 2024".

### Onzième album:Supercharged
Le 7 juin 2024, le groupe publie le single Make It All Right et annonce la sortie de leur 11ème album pour le 11 octobre 2024 sur leurs réseaux sociaux.
Supercharged est enregistré à trois endroits différents (Maui, Vancouver et le home studio du groupe à Huntington Beach en Californie) avec le producteur Bob Rock.

## Style musical et influences

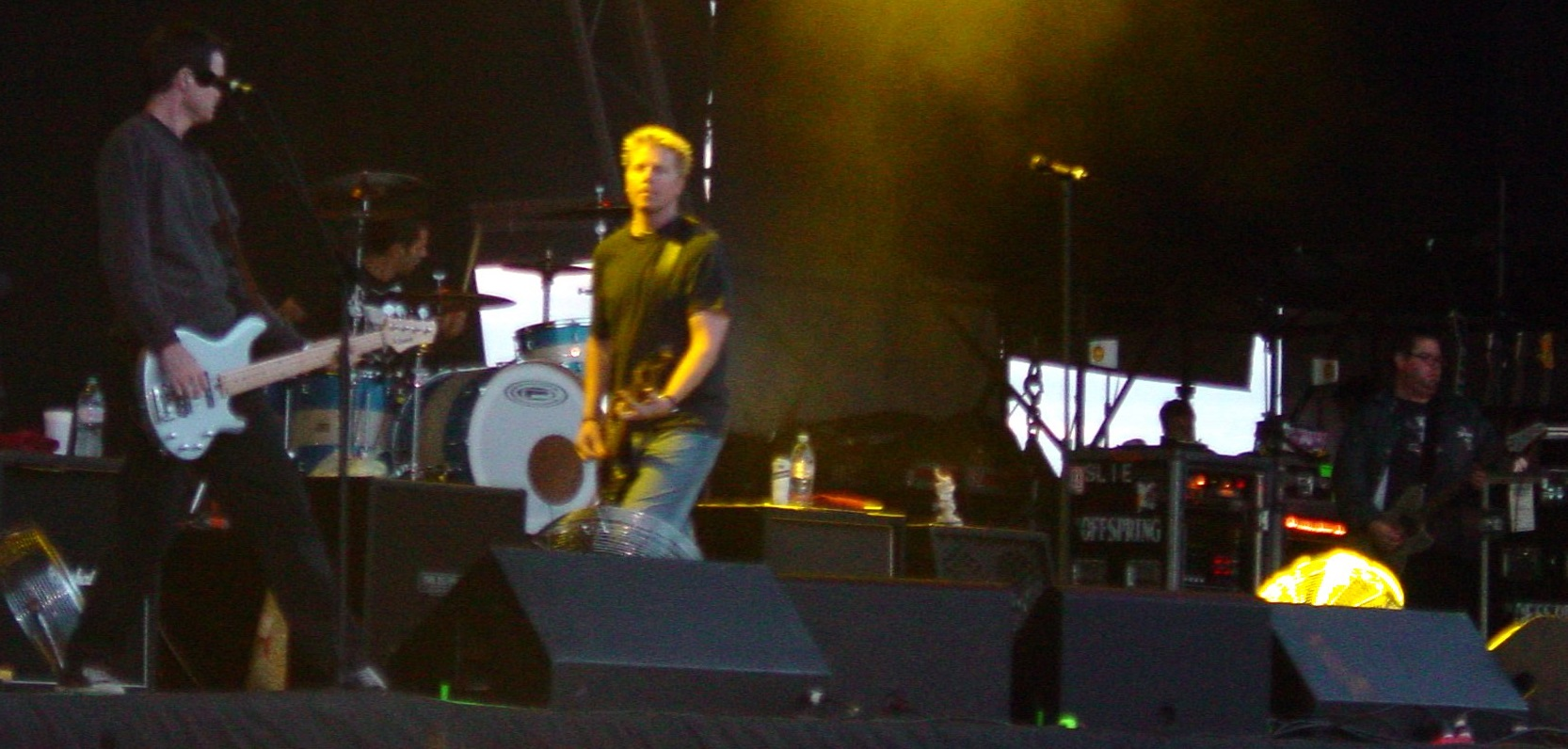
The Offspring en concert le 28 août 2004.

The Offspring a été étiqueté sous plusieurs genres, tels que le punk rock, hardcore mélodique,, pop punk, skate punk,, et le rock alternatif. Le groupe est aussi considéré par la presse spécialisée, avec NOFX, Rancid et Green Day, comme le renouveau du punk rock dans les années '90.

« Le punk rock a ses défauts : la musique tend à être monotone , et il y a [comme] un mur de guitares que rien ne peut casser. Dans nos chansons [au contraire], nous faisons des pauses, parfois en retirant la guitare et en laissant le chant, seul, prendre le dessus. On fait en sorte que tu ne te lasses pas après 5 chansons,. »

— Dexter Holland
Un style de signature de Offspring sont leurs refrains « whoas », « heys », ou « yeahs ». Le groupe NOFX, sous leur même label, se moquaient d’eux pour cela dans leur chanson « Whoa on the Whoas ».
Les membres du groupe se sont essayés aux bruitages informatiques, qui donnent des sons assez originaux, comme les chansons Hit That, Original Prankster ou Special Delivery qui font surtout penser aux sons des jeux vidéo.
Plusieurs pistes incorporent également des éléments de musique orientale, qui peuvent être entendus sur les titres tels que Tehran, Me & My Old Lady, Pay the Man, Dividing By Zero, et l'interlude de Come Out and Play. Leurs paroles couvrent un large éventail de sujets, comme les relations personnelles, comme dans leurs chansons She’s Got Issues, Self Esteem et Spare Me the Details, et la dégradation des États-Unis, de la politique et de la société en général avec des chansons comme It’ll Be a Long Time, Americana et Stuff Is Messed Up.
Les paroles reflètent généralement un point de vue sarcastique, qui peut être offensant pour certains. Ceci est reconnu dans la piste d’ouverture de leur album Ixnay on the Hombre, Disclaimer, qui est sarcastique lui-même. Comme Disclaimer, la première piste de la plupart des albums de the Offspring est une introduction quelconque ; Time to Relax (de Smash), Welcome (d’Americana), Intro (de Conspiracy of One), et Neocon (de Splinter) en sont également des exemples.
Certains albums ont aussi la particularité d'avoir une chanson cachée, après plusieurs minutes de silence suivant la dernière chanson.
The Offspring est influencé par plusieurs groupes tels que The Adolescents, Agent Orange, Bad Religion, Channel 3, Dead Kennedys, Descendents, The Dickies, The Ramones, Sex Pistols, Social Distortion, TSOL et The Vandals,,. Bon nombre de groupes citent The Offspring comme influence principale tels que Jimmy Eat World, AFI, Sum 41, Linkin Park, The All-American Rejects, Steriogram, Paramore, ou d'autres groupes.

« Le punk rock, c'est dans l'attitude. Il ne s'agit pas de compétences musicales. En fait, ce n'est pas vraiment un problème si on nous bouscule sur scène et on rate un accord [de guitare],  d'être à l'étroit avec ceux qui s'apprêtent à sauter dans le public, et [en même temps] d'être dégoulinant de sueur. Cela fait partie d'un tout. C'est une sorte de chaos controlé,. »

— Dexter Holland

## Membres

### Membres actuels
- Dexter Holland – chant, guitare rythmique, piano (depuis 1984)
- Noodles – guitare solo, chœurs (depuis 1985)
- Todd Morse - basse, chœurs (depuis 2019)
- Brandon Pertzborn - batteur (depuis 2023)
- Jonah Nimoy - guitare, choeurs, percussions, claviers (2019-2023 en tournée, officiel depuis 2023)

### Anciens membres
- Doug Thompson – chant (1984, décédé en 2003)
- Marcus Parrish – guitare rythmique (1984)
- James Lilja – batterie, percussions, chœurs (1984–1987)
- Ron Welty – batterie (1987–2003)
- Atom Willard – batterie (2003–2007)
- Greg K – basse, chœurs (1984-2018)
- Pete Parada – batterie, percussions (2007-2021)

### Musiciens de tournée
- Chris Higgins – chœurs, percussions, claviers (1994–2005)
- Warren Fitzgerald – guitare (2008)
- Andrew Freeman – guitare (2008-2009)

- Tom Thacker – guitare (2013,2017)
- Todd Morse – guitare (2018-2019)
- Josh Freese - batterie (2021-2023)

### Musiciens de studio
- Josh Freese – batterie (sessions 2003, 2005, 2006-2008, 2009-2012, 2013-2020, 2022-2024) (sur Splinter, Rise and Fall, Rage and Grace et Days Go By, et sur la chanson Can't Repeat de Greatest Hits)

## Discographie

### Albums studio
- 1989 : The Offspring (Nemesis, réédité en 1995 par Nitro)
- 1992 : Ignition (Epitaph Records)
- 1994 : Smash (Epitaph Records)
- 1997 : Ixnay on the Hombre (Columbia Records)
- 1998 : Americana (Columbia Records)
- 2000 : Conspiracy of One (Columbia Records)
- 2003 : Splinter (Columbia Records)
- 2008 : Rise and Fall, Rage and Grace (Columbia Records)
- 2012 : Days Go By (Columbia Records)
- 2021 : Let the Bad Times Roll (Concord Records)
- 2024 : Supercharged (Concord Records)

### Singles
- 1986 : I'll Be Waiting/Blackball
- 1994 : Come Out and Play (Keep 'Em Separated)
- 1994 : Self Esteem
- 1995 : Gotta Get Away
- 1995 : Smash It Up
- 1997 : All I Want
- 1997 : Gone Away
- 1997 : I Choose
- 1998 : Pretty Fly (For a White Guy)
- 1999 : Why Don't You Get a Job?
- 1999 : The Kids Aren't Alright
- 1999 : She's Got Issues
- 2000 : Original Prankster
- 2001 : Want You Bad
- 2001 : Million Miles Away
- 2001 : Defy You
- 2003 : Hit That
- 2004 : (Can't Get My) Head Around You
- 2004 : Spare Me the Details (single en  Australie)
- 2005 : Can't Repeat
- 2008 : Hammerhead
- 2008 : You're Gonna Go Far, Kid
- 2008 : Kristy, Are You Doing Okay?
- 2009 : Stuff Is Messed Up
- 2009 : Rise and Fall, Rage and Grace
- 2012 : Days Go By
- 2012 : Crusing California (Bump'in my trunks)
- 2015 : Coming For You
- 2021 : Let the Bad Times Roll
- 2024 : Make It All Right

### Compilations
- 2005 : Greatest Hits
- 2010 : Happy Hour!

## Vidéographie
| Année | Vidéo                           | Label            |
| ----- | ------------------------------- | ---------------- |
| 1998  | Americana                       | Columbia Records |
| 2000  | Huck It                         | Columbia Records |
| 2005  | Complete Music Video Collection | Columbia Records |

## Tournées
- Early Shows, 1984–1988
- Self Titled Tour, 1989–1990
- Ignition Tour, 1992–1993
- Smash Tour, 1994–1996
- Ixnay on the Hombre Tour, 1997
- Americana Tour, 1998–1999
- Conspiracy of One Tour, 2000–2001
- Post Conspiracy of One and Defy You Tour, 2002
- Splinter Tour, 2003–2004
- Warped Tour, 2005
- SummerSonic Tour, 2007
- Rise and Fall, Rage and Grace Tour, 2008
- Shit Is Fucked Up Tour, 2009
- Unity Tour avec 311, 2010
- European Tour, 2011
- Days Go By Tour, 2012–2014
- Warped Tour, 2013
- Smash: 20th Anniversary Tour, 2014
- Coming for You Tour, 2015
- The Offspring World Tour, 2016
- Let the Bad Time Roll, 2022-2023

## Distinctions

### Récompenses
| Année | Prix                    | Récompense                                                   | Œuvre ou artiste récompensé   |
| ----- | ----------------------- | ------------------------------------------------------------ | ----------------------------- |
| 1999  | MTV Europe Music Awards | Best Rock Artist (Meilleur artiste de rock)                  | The Offspring                 |
| 2001  | OC Music Awards         | Best Album (Meilleur album)                                  | Conspiracy of One             |
| 2001  | OC Music Awards         | Best Song (Meilleure chanson)                                | Original Prankster            |
| 2001  | OC Music Awards         | Best Punk                                                    | The Offspring                 |
| 2001  | OC Music Awards         | Best World                                                   | The Offspring                 |
| 2001  | OC Music Awards         | Best Live Band                                               | The Offspring                 |
| 2002  | Kerrang! Awards         | Classic Songwriter                                           | The Offspring                 |
| 2004  | 3D Awards               | Music Video Visual Effects                                   | Hit That                      |
| 2004  | California Music Awards | Outstanding Alternative Album (Album alternatif remarquable) | Splinter                      |
| 2004  | OC Music Awards         | Best Song (Meilleure chanson)                                | Hit That                      |
| 2009  | California Music Awards | Outstanding Alternative Album (Album alternatif remarquable) | Rise and Fall, Rage and Grace |

### Nominations
| Année | Prix                    | Récompense                                | Œuvre ou artiste nommé                                           |
| ----- | ----------------------- | ----------------------------------------- | ---------------------------------------------------------------- |
| 1999  | MTV Europe Music Awards | Best Group (Meilleur groupe)              | The Offspring                                                    |
| 1999  | MTV Europe Music Awards | Best Album (Meilleur album)               | Americana                                                        |
| 1999  | MTV Video Music Awards  | Best Rock Video (Meilleure vidéo de rock) | Pretty Fly (for a White Guy)                                     |
| 2000  | Prix Juno               | Best Selling Album (Foreign of Domestic)  | Americana                                                        |
| 2001  |                         | Best Alternative                          | The Offspring                                                    |
| 2004  | Kerrang! Awards         | Best Video                                | Hit That (a perdu contre la chanson The Funeral of Heart de HIM) |
| 2004  | music award             | Best Album (Meilleur album)               | Splinter                                                         |
| 2004  | OC Music Awards         | Best Alternative                          | The Offspring                                                    |
| 2009  | OC Music Awards         | Best Album (Meilleur album)               | Rise and Fall, Rage and Grace                                    |
| 2009  | OC Music Awards         | Best Song (Meilleure chanson)             | Hammerhead                                                       |